# محمد شفاز
محمد شفاز مواليد 14 يونيو 1982 في المالديف، هو لاعب كرة قدم مالديفي. يلعب كمدافع.

## المسيرة الاحترافية

### أندية لعب لها
- نادي فيكتوري
- نادي في بي
- نادي نيو راديانت

## المسيرة الدولية
على المستوى الدولي ظهر محمد شفاز لأول مرة مع منتخب جزر المالديف الوطني في مباراة ودية ضد منتخب عمان في 3 يونيو 2004.

## روابط خارجية
- محمد شفاز على موقع قاعدة بيانات كرة القدم.إي يو (الإنجليزية)
- محمد شفاز على موقع ناشيونال فوتبول تيمز (الإنجليزية)